# Ponta Mano Tala
Ponta Mano Tala ist ein Kap auf der osttimoresischen Insel Atauro, die der Landeshauptstadt Dili vorgelagert ist. Es liegt im Norden der Insel, an der Westküste  im Suco Biqueli, zwischen den Dörfern Douro und Ilidua Douro. Bis 2015 gehörte das Kap noch zum Suco Beloi.